# セラヴィホールディングス
株式会社セラヴィホールディングスは、かつてセラヴィグループを統括していた持株会社。

## 概要
セラヴィグループは、東京、大阪、名古屋を中心に飲食店を展開するセラヴィリゾートをはじめ、全国18か所でリゾートホテルを経営するセラヴィリゾート泉郷、名古屋港イタリア村などサービス業を中心に全国展開する企業グループであり、2005年6月に（株）セラヴィホールディングスを設立した。

## 沿革
- 1985年12月 前身のレストランバー「バー・ドゥ・セラヴィ」を開店。
- 1990年3月 有限会社セ・ラ・ヴィーを設立。ビル内に「セラヴィパーティハウス」を開店。
- 1994年2月 セラヴィリゾート株式会社を設立。
- 1999年7月 セラヴィフードシステム株式会社を設立。中華料理レストラン「台菜」直営8店舗の営業開始。
- 1999年11月 有限会社セ・ラ・ヴィーを子会社化。
- 2001年1月 セラヴィフードシステム株式会社を吸収合併。
- 2002年9月 北の家族株式会社を子会社化。
- 2003年1月 株式会社シンコーゴルフ倶楽部を子会社化。
- 2003年10月 株式会社泉郷、株式会社泉郷デザインオフィスを子会社化。
- 2004年1月 有限会社ウエルストンダイニングを子会社化。
- 2004年4月 株式会社清里丘の公園を発足。
- 2004年4月 大阪道頓堀の中座跡地に飲食店ビル「セラヴィスクエア中座」をオープン。主に系列会社の店舗が入居する。
- 2004年5月 名古屋港イタリア村株式会社を設立。
- 2004年6月 株式会社泉郷を株式会社セラヴィリゾート泉郷に商号変更。
- 2004年9月 セラヴィ観光汽船株式会社を設立。
- 2004年11月 セラヴィ・イタリアをイタリアミラノ市に設立。
- 2005年6月 株式会社セラヴィホールディングスを設立。
- 2006年7月 セラヴィホールディングスの本社移転。
- 2007年8月 シンコーゴルフ倶楽部の全株式を、パシフィックゴルフグループインターナショナルホールディングス（現・PGMホールディングス）グループに売却。
- 2008年2月 セラヴィ観光汽船、 伊勢市 - 中部国際空港航路就航断念。
- 2008年2月14日 イタリア村の温泉施設建設費約1億円未払いのため、施工会社の申し立てに基づき京都地裁宮津支部が17施設の仮差し押さえ命令。
- 2008年2月15日 セラヴィリゾート、居酒屋「北の家族」を始めとするレストラン事業をヴィア・ホールディングス子会社の株式会社NBKへ売却。
- 2008年3月10日 セラヴィ観光汽船、中部運輸局に対し、四日市港 - 中部国際空港航路譲渡申請。
- 2008年3月 報道によると、セラヴィ観光汽船が燃料の納入を受けていた石油店から、燃料代を滞納しているとして、津地裁四日市支部に訴訟を起こされていることが判明[1]
- 2008年4月 名古屋港イタリア村、名古屋市に対しての固定資産税等約1億円滞納が発覚。
- 2008年4月13日 セラヴィ観光汽船、小豆島 - 神戸港間航路廃止。
- 2008年4月 中部運輸局、セラヴィ観光汽船から新会社YALへの譲渡認可。YALは15日から航路を引き継ぎ運航[2]
- 2008年5月6日 子会社のセラヴィリゾートとセラヴィリゾート泉郷、東京地裁に会社更生法適用を申請。帝国データバンクによると負債総額は2社で約360億円。
- 2008年5月7日 名古屋港イタリア村、自己破産を東京地裁に申請、破産手続き開始。帝国データバンクによると負債総額は約170億円。[3]
- 2008年6月2日 セラヴィ観光汽船、自己破産を東京地裁に申請、破産手続き開始。帝国データバンクによると負債総額は約9億9,000万円
- 2008年10月6日　セラヴィホールディングスが東京地方裁判所へ民事再生法の適用を申請、負債総額は約30億円。

## グループ会社
- 株式会社セラヴィリゾート泉郷
- 株式会社CRIデザインオフィス
- 株式会シンコーゴルフ倶楽部
- 株式会社いずみごう保険サービス
- 名古屋港イタリア村株式会社
- セラヴィ観光汽船株式会社
- C'est la vie italia S.R.L （セラヴィ･イタリア）- イタリアミラノ